# Salvador Porter García
Salvador Porter García (Valencia, 13 de septiembre de 1942 - Valencia, 25 de diciembre de 2011) fue un violinista y director de orquesta español, vinculado durante la mayor parte de su carrera a la Orquesta de Valencia y a diferentes grupos y orquestas de cámara y juveniles de su ciudad. Fue una figura importante en la renovación de la escena musical valenciana tras la llegada de la democracia.

## Biografía: juventud e inicios
Salvador Porter fue alumno destacado de Juan Alós (1914-1983), notable instrumentista y catedrático de violín del Conservatorio de Valencia. Terminó sus estudios en dicho centro en 1961, con premio Fin de Carrera en música de cámara. Amplió estudios en Madrid y en 1973 en la Academia Chigiana de Siena. 
Su carrera en los escenarios comenzó no obstante bastante antes, y su inquietud y sus dotes musicales le permitieron despuntar en diferentes géneros musicales, ya que además del violín tocaba el contrabajo y la guitarra. Así por ejemplo en 1964,, antes de incorporarse al servicio militar, pasó fugazmente por la llamada Orquesta Universitaria de Jazz, que organizó en Valencia el pianista y director Blas Sales Moragues. Luego en Madrid formó parte de la orquesta de baile de la Sala Pasapoga, que dirigía el trompetista Arrturo Fornés Marco. Con el propio Fornés tocó también en la orquesta de la sala El Gallo Rojo, de El Campello, en Alicante, donde coincidió en agosto de 1967 con el trompetista de jazz Louis Armstrong.

## En la Orquesta de Valencia
Salvador Porter regresó a Valencia en 1969 para opositar con éxito a una plaza de violín en la Orquesta de Valencia, entonces llamada Orquesta Municipal, que atravesaba un momento delicado por la falta de director titular. No obstante en 1970 llegó Luis Antonio García Navarro para ocupar ese puesto y la orquesta inició un proceso de renovación generacional. Porter fue protagonista significado de dicha renovación, pues en 1972 se convirtió en concertino de la orquesta, plaza que ocupó hasta 1994, cuando fue sustituido por Anabel García del Castillo y Milan Kovarik y pasó a encabezar la sección de violines segundos.
Sus intervenciones como concertino solista fueron muy reconocidas por público y crítica. Su viuda Paloma Reyes, también violinista de la Orquesta de Valencia, mencionaba en una entrevista los solos de Porter en páginas tan célebres como “Meditación”, intermedio sinfónico de la ópera Thaïs, de Jules Massenet, o Scherezade, de Nikolái Rimski-Kórsakov. Sobre su contribución a la canción “Beim Schlafengehen” (del ciclo de los Cuatro últimos lieder de Richard Strauss), el crítico Gonzalo Badenes escribió en Ritmo que Porter prestó a la pieza “aliento, emoción y vuelo poético –además de perfecta entonación– […], proporcionando un ambiente casi ideal al mágico despliegue de la voz”.
Asimismo Porter se impicó en la reivindicación de unas condiciones laborales dignas para su colectivo orquestal, sobre todo en los tiempos, previos a la construcción del Palacio de la Música y Congresos de Valencia, en que la formación carecía de un local de ensayos apropiado.

## Música de cámara y otras colaboraciones
La inquietud artística de Salvador Porter quedó reflejada en otras formaciones musicales, singularmente de música de cámara. En sus comienzos colaboró como solista con la Orquesta de Cámara que dirigiera durante varias décadas el violinista Daniel Albir Gordillo, o con la Orquesta Mozart. En 1976 fue fundador del Cuarteto Clásico de Valencia, en el que tocaban profesores del Conservatorio y de la Orquesta Municipal, y que estuvo activo hasta 1986. Según Vicente Galbis, este grupo “trató de difundir el repertorio para cuarteto de cuerda y, a la vez, fomentar la recuperación de autores valencianos. En esta dirección hay que destacar la grabación que efectuaron en 1982 con obras de Manuel Palau y Vicente Asencio”.
A comienzos de los setenta, con el pianista Francisco Baró y la cantante Ángeles López Artiga constituyó un trío dedicado sobre todo a la música antigua. Pero Porter también se acercó a con los círculos más inquietos de la música contemporánea valenciana, como el grupo Actum, fundado en 1973 por Llorenç Barber, o más tarde el Grupo Contemporáneo de Valencia, entonces dirigido por Galduf, que estrenaba obras de una nueva generación de creadores. Igualmente, en 1983 colaboró con el llamado Teatre estable del País Valencià en el primer montaje en España de Historia de un soldado, de Ígor Stravinski y Charles Ferdinand Ramuz, bajo la dirección escénica de José Gandía Casimiro.

## Labor pedagógica y orquestas juveniles
En 1972 el Conservatorio de Valencia encargó a Salvador Porter la llamada “cátedra ambulante” de violín, patrocinada por la Caja de Ahorros, que funcionó hasta 1977 en distintas poblaciones de la provincia. Este último año obtuvo por oposición una plaza de Música de Cámara en el Conservatorio, a la que tuvo que renunciar en 1986 por incompatibilidad con su trabajo en la Orquesta. No obstante mantuvo lazos constantes con el mundo de la enseñanza a través de cursos en Morella, Cullera, Alberique o Callosa de Ensarriá, o de las orquestas que dirigió, como la de cámara de estudiantes de cuerda de Monserrat, y especialmente la juvenil de la Unió Musical de Torrent, que lideró desde 1994 a 2004, y la Jove Orquestra Salvador Giner de la Societat Coral El Micalet, a cuyo frente estuvo desde 1995 hasta 2007. Con esta última ofreció numerosos conciertos y realizó diversas giras, participó habitualmente en ciclos como Retrobem la Nostra Música de la Diputación Provincial de Valencia o las Orquestrades de Catalunya (desde 1994 a 2004) y grabó un CD en 2003 con obras de Salvador Giner.
En 2013 Paloma Reyes, su viuda, decidió donar su colección de partituras (una muy nutrida selección de música para violín, principalmente) y su archivo a Culturarts, actualmente Instituto Valenciano de Cultura, dependiente de la Generalidad Valenciana. Estos materiales se encuentran en la biblioteca de este centro a disposición de los investigadores y estudiantes que deseen consultarlo.